# Bouwnummer
Een bouwnummer wordt vooral gebruikt bij de nieuwbouw van schepen en woningen. 

## Schepen

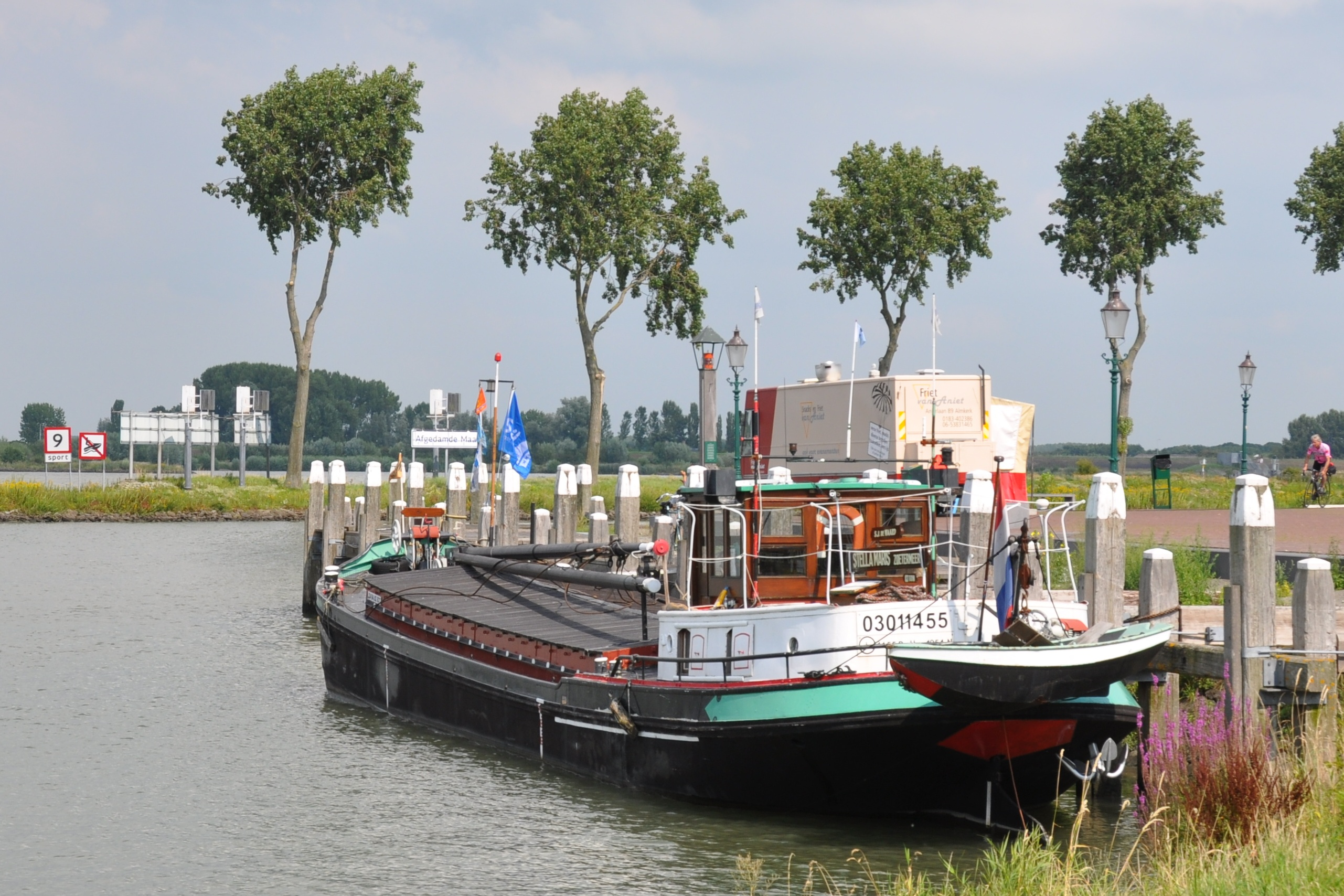
Bouwnummer 940 bij Scheepswerf "De Industrie"

Bij een schip is het de aanduiding van de volgorde van bouwen bij een scheepswerf. Het kan bestaan uit alleen een gewoon volgnummer, maar ook komt voor dat het een aanduiding van een serie is, gecombineerd met een volgnummer. Het nummer wordt vooral gebruikt tijdens de nieuwbouw op de werf. Omdat het vaak korter is dan de naam van het schip of omdat die naam nog niet bekend is. Bouwlijsten van scheepswerven gaan op nummer. Niet elke werf heeft in een ver verleden bouwnummers geregistreerd. Soms werd pas vanaf een bepaald jaar die registratie opgepakt. 
Ook het Nederlandse en Belgische rompbevrachtingsregister bevat het bouwnummer. Het aanbrengen van een bouwnummer door de bouwer van jachten werd in 1998 verplicht bij de invoering van de CE-markering.

## Woningen

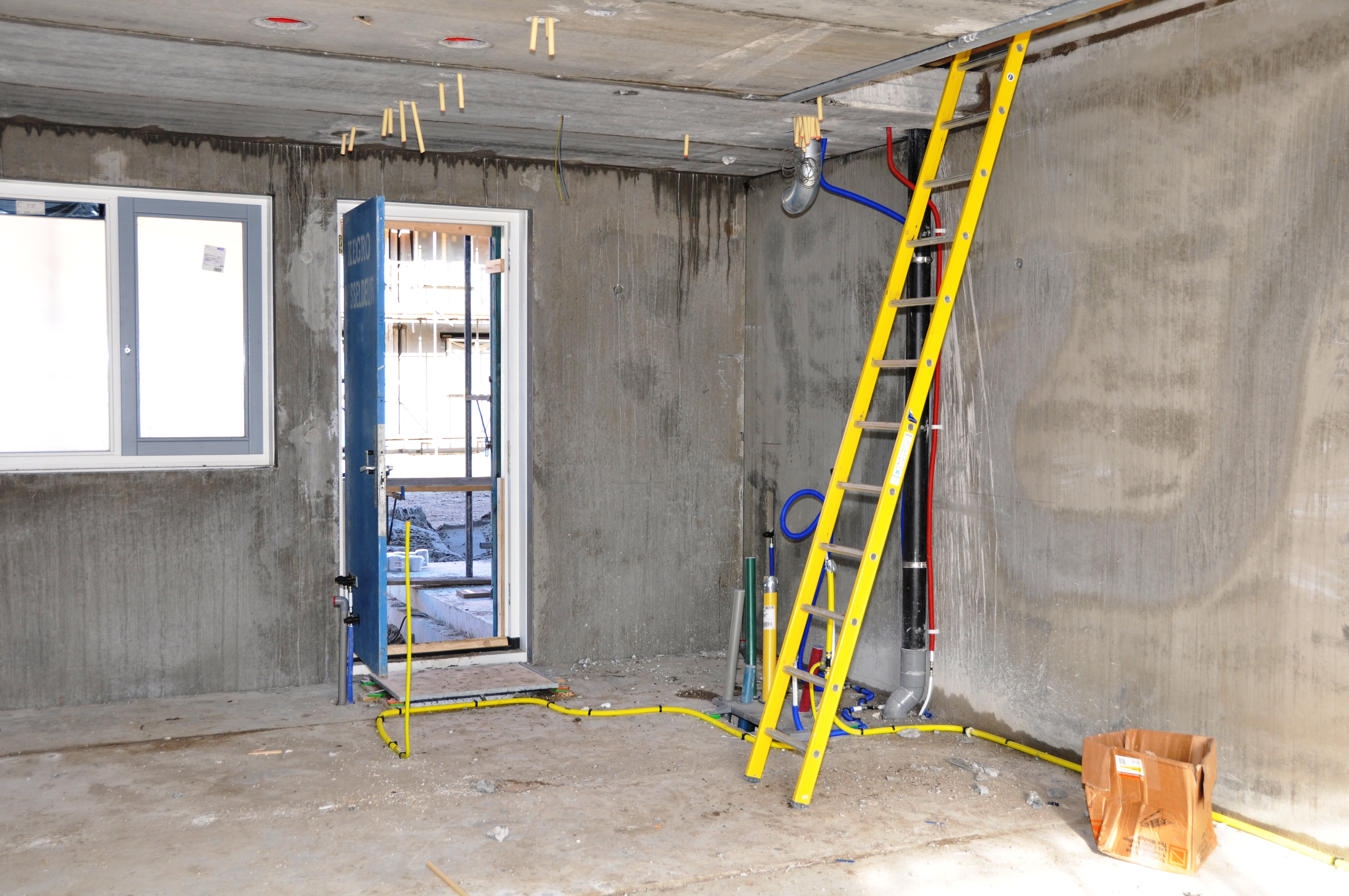
Bouwnummer 05 in de Oosterscheldestraat

Bij een woning gaat het echter niet om de volgorde, maar alleen om de aanduiding van de locatie binnen een bouwproject bij de bouw en de verkoop, omdat de straatnaam of huisnummer dan vaak nog niet bekend zijn. Ook bij de nieuwbouw van appartementen binnen een bouwcomplex gebruikt men het bouwnummer om het bij de verkoop te kunnen duiden. 